# 市川ラク
市川 ラク（いちかわ ラク、1985年 - ）は、日本の漫画家。静岡県出身。イスタンブール在住。
ペンネームのラクはトルコのアニス酒「RAKI（ラク）」に由来。

## 経歴
2007年『灰になる』で第9回エンターブレインえんため大賞コミック部門奨励賞を受賞。翌年月刊コミックビームにて『ひつじの涙』で漫画家デビュー。2013年にトルコ文化に出会う専門学生の青春を描く『白い街の夜たち』を連載開始。もっとトルコ文化に詳しくなりたいという思いから、2015年にイスタンブールへ単身移住。現在は日本語の漫画作品を中心に制作しながら、現地の出版社が発行する雑誌にトルコ語の漫画作品の執筆を行うなど、活動の幅を広げている。
代表作に、トルコのリアルな生活をユーモラスに描くコミックエッセイ『わたし今、トルコです。』や、オスマン帝国のハレムを舞台にした群像劇『オダリスク』など。

## 作品

### 単行本
- 『金の靴 銀の魚』（原作：河井克夫）エンターブレイン　2011年5月25日発売 （コミックビーム連載時のタイトルは「 趣味の店ヨーロッパ 」）
- 『わたり鳥の話』KADOKAWA  2013年11月25日発売
- 『臭えば獣　香れば媚薬』祥伝社　2013年10月8日発売
- 『白い街の夜たち』全3巻　KADOKAWA
  1. 2014年6月25日発売
  2. 2014年9月24日発売
  3. 2015年6月25日発売
- 『わたし今、トルコです。』KADOKAWA 2017年12月11日発売
- 『イスタンブールには、なんで余裕があるのかな。』KADOKAWA 2018年7月12日発売
- 『オダリスク』上下巻　KADOKAWA
  1. 上　2021年10月12日　発売
  2. 下　2021年10月12日　発売
- 『スルタン・スイート』、講談社〈シリウスKC〉2024年 - 2025年、全2巻
  1. 2024年10月8日発売[3][4]、ISBN 978-4-06-537162-6
  2. 2025年3月13日発売[5]、ISBN 978-4-06-538347-6

### 単行本未収録作品
- 『トルコより愛を込めて』 ベリーダンスJAPAN（イカロス出版）
- 『おじ呑み』ビッグコミックオリジナル増刊（小学館）

- 『流れ星が見たい』 コミックいわてWEB（岩手県）
- 毎日ウィークリー英語学習新聞　エッセイ連載

- トルコの漫画雑誌「Gececi」連載